# Festival Internacional de Cortometrajes
El Festival Internacional de Cortometrajes, FENACO, se inauguró en el año 2004 en la ciudad del Cuzco y cuya última edición fue en el 2014.

## Desarrollo
En sus dos primeras ediciones fue un Festival Nacional de Cortos (de allí las iniciales), complementado con una muestra internacional. Sin embargo, dado el volumen y crecimiento de la participación de obras extranjeras en el evento, se decidió convertirlo desde la tercera edición en un Festival Internacional de Cortometrajes, que albergara en competencia las categorías nacionales e internacionales (con premios en cada caso) así como el rubro estudiantil, dirigido a producciones de estudiantes de institutos, escuelas y facultades de cine y comunicación. Asimismo, desde la octava edición se exhibieron también medios y largometrajes peruanos y extranjeros.  El Festival Internacional de Cortometrajes Perú, estuvo organizado por la Asociación Cultural Delluc, conformada por un grupo de gente amante del cine, con gran compromiso social.
El cortometraje es un formato de obras cinematográficas de un máximo de 30 minutos, lo que permite la más amplia diversidad de expresiones, en sus diferentes géneros (ficción, documental, animación y experimental). Es conocido como cantera de futuros cineastas, y paso casi obligado de los realizadores, técnicos y actores. Pero además, es una expresión particular y única en su breve metraje, con cineastas especializados y reconocidos en estas producciones a nivel mundial, y que no le deben nada a quienes trabajan en el medio o largometraje. Existen decenas de festivales de cortometrajes en el mundo, siendo los más destacados a nivel europeo los de Clermont-Ferrand en Francia, Tampere en Finlandia, Hamburgo en Alemania y Huesca en España. Asimismo, en Sídney (Australia) Jaipur (India), y en América Latina, el Short Shorts Film Festival México (SSFFM), de Sao Paulo y Cortópolis en Córdoba, Argentina. Sin falsa modestia podría decirse que el Festival Internacional de Cortometrajes, FENACO, fue también un referente importante en el campo festivalero latinoamericano, por la continuidad de su convocatoria a lo largo de diez ediciones, y el crecimiento exponencial de los países participantes y realizadores convocados. 
Las ocho primeras ediciones del Festival Internacional de Cortometrajes, FENACO se realizaron en la histórica ciudad del Cusco, y las dos siguientes en la región Lambayeque, en el norte del país, buscando siempre descentralizar la cultura y conjugar la actividad cinematográfica con nuestro pasado histórico, y presente regional, de cara a la imagen del país ante el mundo.

## Características
El festival se desarrollaba en el mes de noviembre de cada año, y en él participaban cortometrajes peruanos y extranjeros, en las categorías de ficción, documental y animación. Las películas clasificadas se exhibían en las competencias nacional, internacional y estudiantil durante 4 días consecutivos, en 5 salas de proyección, en los horarios de 9 de la mañana a 11 de la noche. Al final del festival, se premiaba a las mejores obras en las categorías antes señaladas, sumando en total 35 premios. Un jurado internacional determinaba a los que considera los mejores cortos en la competencia nacional, mientras que las otras categorías eran elegidas por el público asistente a las funciones que se realizaban en auditorios de la ciudad.

## Premios
El festival en su competencia buscaba sensibilizar e incentivar a las producciones que abordaran temas como los derechos humanos y reivindicaciones indígenas, entregando premios especiales en los siguientes rubros: Premio Qosqo, Premio Indígena Nacional, Premio Indígena Internacional, Premio Derechos Humanos, Premio Protección y Conservación del Medio Ambiente, Premio de Género, el Premio al mejor cortometraje de temática dirigida al público infantil y Premio a la Diversidad Sexual.

## Fin de la actividad
El Festival dejó de realizarse en el 2015.